# Grupo Turan
El Grupo Turan (en ruso: Группа Туран, tr. Gruppa Turana) es una presunta empresa militar privada ruso-islámica que opera en Siria. Se desconoce la veracidad de la existencia del grupo y habría sido creada por la propaganda rusa a través de fotografías escenificadas y Photoshop, para mostrar la lucha a favor del gobierno de Bashar al-Ásad como una cuestión moral del mundo islámico.

## Historia
Supuestamente, el grupo se fundó en la primavera de 2017. Ciudadanos de Asia Central, Rusia y otros territorios postsoviéticos con Fuerzas Especiales y experiencia militar general integraron las filas de Turan. El grupo fue descrito como similar a la otra empresa militar privada de origen ruso conocida como Grupo Wagner, pero que a diferencia de Wagner, muchos de sus reclutas eran asiáticos centrales que habían adoptado creencias del islam chií y, por lo tanto, fueron reclutados para ir a Siria a luchar junto a otros grupos de milicias chiitas como Hezbolá. Un ciudadano ruso nacido en Estonia que utiliza el seudónimo de Iván y que dijo estar afiliado al grupo afirmó que los árabes de habla rusa con parches de Hezbolá habían reclutado en nombre de la organización a personas de la antigua Unión Soviética, ofreciendo a los reclutas 15 000 USD para luchar durante 8 meses en Siria contra Estado Islámico.

### Negación de su existencia
Según un informe de septiembre de 2018 del Chr. Michelsen Institute, los contratistas del Grupo Wagner, otra empresa militar privada rusa activa en los territorios sirios, a quienes se les preguntó sobre Turan afirmaron jamás haber oído hablar de dicha organización.

## Engranaje
Se informó que los miembros del grupo usaban armas de la OTAN, como carabinas M4, y usaban rayas negras, rojas y azules en sus camisas con la inscripción "Turan" y parches con un puño cerrado que sostenía un rifle tipo Kalashnikov, similar al logo de Hezbolá.

## Ideología
El grupo veneraba a Tamerlán y al Imperio timúrida, considera a dicha civilización la edad de oro del Asia Central musulmana, esto explicaría la presencia de símbolos de la dinastía timúrida en los materiales del grupo.